# Cronologia degli enti dell'Esercito Confederato nel 1861
Esercito Confederato, Cronologia degli Enti, Anno 1861
Gli Enti sono ordinati secondo il mese di prima costituzione.
± Deceduto in combattimento o servizio
(S) Delegato alla Convenzione di Secessione
(C) Membro del Governo Confederato
(P) Delegato al Congresso Provvisorio Confederato
(1°) Delegato al 1º Congresso Confederato
(2°) Delegato al 2º Congresso Confederato

## Febbraio 1861

### Dipartimento della Louisiana
Maggior generale Braxton Bragg (Milizia di Stato) (22 febbraio 1861 – 7 marzo 1861) 
Colonnello Paul Octave Hébert (temporaneo, 16 aprile 1861 - 17 aprile 1861)
Noto anche come Armata della Louisiana
- 22 febbraio 1861 – Comprende le forze delle Milizie di diversi Stati intorno a New Orleans.
- 17 aprile 1861 - Confluito nel Distretto Militare della Louisiana.

## Marzo 1861

### Forze in e presso Charleston, Carolina del Sud
Brigadiere generale Pierre Gustave Toutant Beauregard (6 marzo 1861 – 27 maggio 1861) 
Colonnello Richard Heron Anderson (temporaneo, 27 maggio 1861 – 21 agosto 1861) (Promosso brigadier generale, 19 luglio 1861.)
- 3 marzo 1861 - Il brigadiere generale Pierre Gustave Toutant Beauregard (28 maggio 1818 – 20 febbraio 1893) riceve istruzioni per assumere il comando a Charleston, ricevere le truppe in servizio della Confederazione ed organizzare le difese del porto di Charleston.
- 21 marzo 1861 - Esteso a comprendere la costa della Carolina del Sud da Beaufort a Georgetown.
- 21 agosto 1861 – Confluito nel Dipartimento della Carolina del Sud.

### Forze in e presso Pensacola, Florida
Brigadiere generale Braxton Bragg (11 marzo 1861 – 22 ottobre 1861) (Promosso maggior generale, 12 settembre 1861.)
- 22 ottobre 1861 – Denominata Armata di Pensacola.

## Aprile 1861

### Dipartimento del Texas
Colonnello Earl Van Dorn (21 aprile 1861 – 4 settembre 1861) (Promosso brigadier generale, 5 giugno 1861) 
Colonnello Henry Eustace McCulloch (temporaneo, 4 settembre 1861 – 18 settembre 1861)
Brigadiere generale Paul Octave Hébert (18 settembre 1861 – 20 agosto 1862)

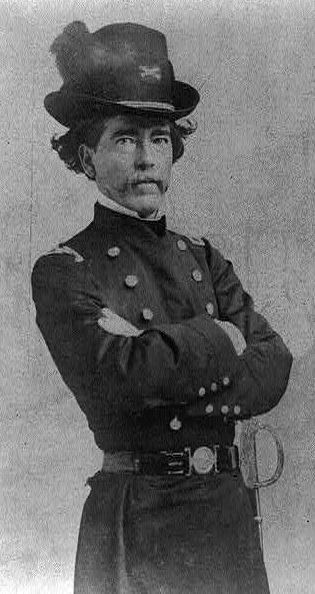
Paul Octave Hébert

- 11 aprile 1861 - Il colonnello (poi brigadier generale) Earl Van Dorn (17 settembre 1820 – 7 maggio 1863) assegnato allo Stato del Texas per organizzare le truppe, i posti e altre linee di difesa e prevenire azioni da parte delle guarnigioni federali
- 2 ottobre 1861 – Creato il Distretto Militare di Galveston.
- 3 gennaio 1862 – Creato il Distretto Militare di Houston.
- 10 febbraio 1862 – Diviso in Distretto Orientale ed Occidentale del Texas. Il Distretto Orientale comprendeva l'area fra il confine settentrionale ed orientale dello Stato e la spiaggia orientale della Baia di Galveston Bay e la sponda sinistra del fiume Trinity fino alla sua intersezione con la regione Cross Timbers ad Alton, poi seguendo il confine del Cross Timbers fino al Red River. Tutte le rimanenti parti del Texas costituivano il Distretto Occidentale.
- 25 febbraio 1862 - Distretto Militare di Galveston e Distretto Militare di Houston ridenominati Sub-Distretto Militare di Galveston e Sub-Distretto Militare di Houston. Creato il Sub-Distretto Militare del Rio Grande.
- 26 maggio 1862 – 20 agosto 1862 – Sottosezione del Dipartimento dell'Oltre Mississippi.
- 3 giugno 1862 – Il Sub-Distretto Militare di Galveston confluisce nel Sub-Distretto Militare di Houston.
- 20 agosto 1862 – Confluisce nel Distretto del Texas.

### Distretto Militare della Louisiana
Maggior generale David Emanuel Twiggs (17 aprile 1861 – 27 maggio 1861)
- 17 aprile 1861 – Comprende la città e le difese di New Orleans.
- 27 maggio 1861 – Confluisce nel Dipartimento N. 1.

### Distretto Militare di Savannah
Brigadiere generale Alexander Robert Lawton (C) (17 aprile 1861 – 26 ottobre 1861)
- 26 ottobre 1861 – Confluisce nel Dipartimento della Georgia.

### Forze in e intorno a Harper's Ferry, Virginia
Maggior generale Kenton Harper (Milizia dello Stato) (18 aprile 1861 – 27 aprile 1861) 
Colonnello Thomas Jonathan Jackson (Milizia dello Stato) (27 aprile 1861 – 24 maggio 1861)
Brigadiere generale Joseph Eggleston Johnston (24 maggio 1861 – 15 giugno 1861)
- 18 aprile 1861 – La Milizia della Virginia al comando del maggior generale Kenton Harper (1801-1867) prende possesso di Harper's Ferry in seguito all'evacuazione dei Federali dalla città ed all'incendio della fabbrica d'armi.
- 15 giugno 1861 - Harper's Ferry evacuata.
- 20 giugno 1861 – Le truppe già di questo Comando vengono riorganizzate nell'Armata dello Shenandoah.

### Dipartimento di Alexandria
Brigadiere generale Phillip St. George Cocke (Milizia dello Stato) (21 aprile 1861 – 21 maggio 1861)
Brigadiere generale Milledge Luke Bonham (1°) (21 maggio 1861 – 2 giugno 1861)
Brigadiere generale Pierre Gustave Toutant Beauregard (2 giugno 1861 – 20 giugno 1861)
noto anche come Fronte di Alexandria e Dipartimento del Potomac
- 21 aprile 1861 – Comprende Alexandria, Virginia e le truppe nei suoi dintorni.
- 10 giugno 1861 – Esteso a comprendere le forze nelle Contee di Fairfax, Loudoun e Prince William in Virginia.
- 20 giugno 1861 – Le truppe di questo Comando vengono riorganizzate nell'Armata del Potomac.

### Dipartimento di Fredericksburg
Brigadiere generale Daniel Ruggles (Milizia dello Stato) (22 aprile 1861 – 5 giugno 1861)
Brigadiere generale Theophilus Hunter Holmes (5 giugno 1861 – 22 ottobre 1861) (Promosso maggior generale, 7 ottobre 1861.)
Noto anche come Fronte del Potomac.
- 22 aprile 1861 – Comprende le forze lungo il fronte del fiume Potomac, estendendosi da sud di Mount Vernon fino alla foce del fiume Rappahannock.
- 22 ottobre 1861 – Confluisce nel Dipartimento della Virginia Settentrionale con il nome di Distretto Aquia.

### Forze militari e navali della Virginia
Maggior generale Robert Edward Lee (Milizia dello Stato) (23 aprile 1861 – 1º agosto 1861) (promosso brigadier generale, Esercito Provvisorio degli Stati Confederati, 14 maggio 1861; Promosso generale, 14 luglio 1861.)
- 23 aprile 1861 – Comprende tutte le Forze Militari e Navali dello Stato della Virginia.
- 10 maggio 1861 – L'autorità del maggior generale Robert Edward Lee (19 gennaio 1807 – 12 ottobre 1870) viene estesa sulle Forze Confederate che operano in Virginia.
- 8 giugno 1861 – Le truppe dello Stato della Virginia sono trasferite sotto l'autorità degli Stati Confederati.
- 1º agosto 1861 - Lee assume il Comando di supervisione delle Forze operanti nella Virginia Orientale.

### Forze in e intorno a Norfolk, Virginia
- 15 ottobre 1861 – Istituito il Dipartimento di Norfolk.

Brigadiere generale Walter Gwynn (Milizia dello Stato) (26 aprile 1861 – 23 maggio 1861)
Brigadiere generale Benjamin Huger (23 maggio 1861 – 15 ottobre 1861) (Promosso maggior generale, 7 ottobre 1861.

### Forze in e intorno a Richmond, Virginia
Maggior generale Joseph Eggleston Johnston (Milizia dello Stato) (temporaneo, 26 aprile 1861 – 8 maggio 1861) 
Colonnello "Prince John" Bankhead Magruder (8 maggio 1861 – 21 maggio 1861)
- 21 maggio 1861 – Cessa di esistere.

## Maggio 1861

### Forze nella Valle Kanawha
Colonnello Christopher Q. Tompkins (Milizia dello Stato) (23 maggio 1861 – 6 giugno 1861)
Brigadiere generale Henry Alexander Wise (S) (6 giugno 1861 – 12 agosto 1861)
- 12 agosto 1861 – Riorganizzate nell'Armata del Kanawha.

### Dipartimento della Penisola
Colonnello "Prince John" Bankhead Magruder (21 maggio 1861 – 12 aprile 1862) (Promosso brigadier generale, 17 giugno 1861; Promosso maggior generale, 7 ottobre 1861.)
Noto anche come Fronte di Hampton, Distretto di Yorktown ed Armata della Penisola.
- 21 maggio 1861 – Comprende le truppe e l'area delle operazioni militari sul Fronte di Hampton.
- 26 agosto 1861 – Esteso a comprendere le Contee di Gloucester, Matthews e Middlesex, Virginia.
- 18 settembre 1861 – Esteso a comprendere le Contee di King And Queen, King William, Prince George e Surry, Virginia.
- 12 aprile 1862 – Confluisce del Dipartimento della Virginia Settentrionale.

### Dipartimento N.
Maggior generale David Emanuel Twiggs (31 maggio 1861 – 7 ottobre 1861)
Maggior generale Mansfield Lovell (18 ottobre 1861 – 25 giugno 1862)
- 27 maggio 1861 – Comprende lo Stato della Louisiana e le parti meridionali di Alabama e Mississippi, incluso Fort Morgan.
- 14 ottobre 1861 – Modificata l'estensione a comprendere lo Stato della Louisiana e la parte meridionale del Mississippi non inclusa nel Dipartimento N. 2.
- 26 maggio 1862 – In seguito alla perdita di New Orleans, rivisti i confini a comprendere lo Stato del Mississippi a sud del 33º parallelo e ad ovest dei fiumi Pascagoula e Chickasawha, e la Louisiana ad est del fiume Mississippi.
- 25 giugno 1862 – Confluisce nel Dipartimento N. 2.

## Giugno 1861

### Armata del Nordovest
Brigadiere generale Robert Seldon Garnett ± (8 giugno 1861 - 13 luglio 1861)
Brigadiere generale Henry Rootes Jackson, (temporaneo, 14 luglio 1861 - 20 luglio 1861)
Brigadiere generale William Wing Loring (20 luglio 1861 - 9 febbraio 1862)
Nota anche come Armata Nordoccidentale.
- 9 febbraio 1862 - In seguito alla disastrosa campagna della Virginia Occidentale, al duro inverno ed al morale basso fra le truppe questo Comando era sbandato. La maggior parte delle sue truppe fu assorbita nel Distretto della Valle del maggior generale Thomas Jonathan "Stonewall" Jackson (Gennaio 21, 1824-Maggio 10, 1863).

### Armata del Potomac
Brigadiere generale Pierre Gustave Toutant Beauregard (20 giugno 1861 – 20 luglio 1861)
Generale Joseph Eggleston Johnston (20 luglio 1861 – 22 ottobre 1861)
- 20 giugno 1861 – Comprende le truppe già del Dipartimento di Alexandria.
- 20 luglio 1861 – L'Armata dello Shenandoah confluisce nell'Armata del Potomac sotto il diretto comando del generale Joseph Eggleston Johnston (3 febbraio 31807 – 21 marzo 1891).
- 20 luglio 1861 – Costituito il 1º Corpo d'Armata al comando del brigadiere generale (poi generale) Pierre Gustave Toutant Beauregard (28 maggio 1818 – 20 febbraio 1893).
- 25 settembre 1861 – Costituito il 2º Corpo d'Armata al comando del maggior generale Gustavus Woodson Smith (C) (30 novembre 1821 – 24 giugno 1896).
- 22 ottobre 1861 – Confluisce nel Dipartimento della Virginia Settentrionale.

### Armata dello Shenandoah
Brigadiere generale Joseph Eggleston Johnston (20 giugno 1861 – 20 luglio 1861) (Promosso generale, 4 luglio 1861.)
- 20 giugno 1861 – Comprende truppe già stazionate in e intorno a Harper's Ferry.
- 20 luglio 1861 – Confluisce nell'Armata del Potomac sotto il diretto comando del generale Joseph Eggleston Johnston (3 febbraio 1807 – 21 marzo 1891).

## Luglio 1861

### Dipartimento N. 2
Maggior generale Leonidas Polk (13 luglio 1861 – 15 settembre 1861)
Generale Albert Sidney Johnston ± (15 settembre 1861 – 6 aprile 1862)
Generale Pierre Gustave Toutant Beauregard (6 aprile 1862 – 17 giugno 1862)
Generale Braxton Bragg (17 giugno 1862 – 24 ottobre 1862)
Tenente generale Leonidas Polk (temporaneo, 24 ottobre 1862 – 3 novembre 1862)
Generale Braxton Bragg (3 novembre 1862 – 25 luglio 1863
Noto anche come Dipartimento Occidentale.
- 4 luglio 1861 – Comprende la parte dell'Alabama a nord del fiume Tennessee, iniziando a Waterloo e correndo a est lungo il fiume fino a Decatur e la parte dell'Alabama a nord della ferrovia Memphis - Charleston da Decatur a Stevenson, insieme con la parte del Tennessee ad ovest ed a sud del fiume Tennessee; le Contee sul fiume in Arkansas e Mississippi, incluso Corinth, Mississippi, e l'area adiacente, e si estende fino ad Eastport, sul fiume Tennessee; Il fiume Parishes della Louisiana a Nord del Red River e la parte dell'Arkansas, oltre alle Contee sopra indicate, a nord e ad est dei fiumi White e Black.
- 2 settembre 1861 – Esteso a comprendere lo Stato dell'Arkansas e tutte le operazioni militari In Missouri.
- 10 settembre 1861 – Esteso a comprendere gli Stati dell'Arkansas e Tennessee e la parte del Mississippi ad ovest della ferrovia New Orleans, Jackson, e Great Northern & Central; e inoltre le operazioni militari in Kansas, Kentucky, Missouri e Territorio Indiano immediatamente a ovest di Arkansas e Missouri.
- 26 maggio 1862 – Esteso a sud fino al 33º parallelo, ad est del fiume Mississippi e sullo stesso parallelo fino al confine orientale dell'Alabama.
- 25 giugno 1862 – Riveduto a comprendere la parte a est del fiume Mississippi già nei confini di questo Dipartimento, e anche nei precedenti confini del Dipartimento N. 1. Il confine orientale esteso alla linea ferroviaria da Chattanooga via Atlanta fino a West Point, al fiume Chattahoochee, poi lungo i fiumi Chattahoochee e Apalachicola fino al Golfo del Messico.
- 29 giugno 1862 – Definito a comprendere gli Stati dell'Alabama e Mississippi e la parte della Louisiana ad est del fiume Mississippi; nonché parte della Georgia e Florida, ad ovest dei fiumi Chattahoochee e Apalachicola.
- 18 luglio 1862 – Riveduto a comprendere l'Alabama, Mississippi, Louisiana orientale e la parte

della Florida ad ovest dei fiumi Chattahoochee e Apalachicola.
- 30 gennaio 1863 –Esteso a comprendere la linea ferroviaria da Chattanooga a West Point, Georgia, con le città, i villaggi e le stazioni toccate, inclusa la piazza di Atlanta, e tanto territorio adiacente quanto necessario per gli scopi militari.
- 8 giugno 1863 – Esteso a comprendere tutta la parte del Tennessee al ovest del Dipartimento del Tennessee Orientale.
- 25 luglio 1863 – Esteso a comprendere il Dipartimento del Tennessee Orientale e ridenominato Dipartimento del Tennessee.

### Primo Corpo d'Armata, Armata del Potomac
Brigadiere generale Pierre Gustave Toutant Beauregard (20 luglio 1861 – 22 ottobre 1861) (Promosso generale, 21 luglio 1861.)
- 22 ottobre 1861 – Confluisce nel Dipartimento della Virginia Settentrionale.

### Distretto Superiore dell'Arkansas
Brigadiere generale William Joseph Hardee (22 luglio 1861 - Ottobre 1861) 
Colonnello Solon Borland (5 novembre 1861 – 10 gennaio 1862)
Nota: sottosezione del Dipartimento N. 2
- 22 luglio 1861 – Comprende la parte dell'Arkansas ad ovest dei fiumi White e Black e a nord del fiume Arkansas fino al fronte del Missouri.
- 10 gennaio 1862 – Confluisce nel Distretto dell'Oltre Mississippi.

### Distretto del Tennessee Orientale
Brigadiere generale Felix Kirk Zollicoffer (26 luglio 1861 – 10 novembre 1861)
Colonnello Danville Leadbetter(C)(10 novembre 1861 – 9 marzo 1862) (Promosso brigadier generale, 17 febbraio 1862.)
- 10 novembre 1861 – Mentre il brigadiere generale Felix Kirk Zollicoffer (19 maggio 1812 – 19 gennaio 1862) stava per invadere il Kentucky sudorientale, il Col. Danville Leadbetter (C) (26 agosto 1811 – 26 settembre 1866) fu incaricato di questo Distretto per assicurare le linee di comunicazione e i trasfporti ferroviari rimasero attivi.
- 8 dicembre 1861 – Il maggior generale George Bibb Crittenden (20 marzo 1812 – 27 novembre 1880) prende la supervisione delle truppe al comando di Zollicoffer, ma Leadbetter mantiene il controllo di questo Distretto.
- 9 marzo 1862 – Ridenominato Dipartimento del Tennessee Orientale.

## Agosto 1861

### Territorio dell'Arizona
Tenente colonnello John Robert Baylor (2°) (1º agosto 1861 – 14 dicembre 1861) (Diventa Governatore Territoriale.)

Brigadiere generale Henry Hopkins Sibley (14 dicembre 1861 – 4 maggio 1862)
- 1º agosto 1861 – Dopo l'approvazione dell'Ordinanza di Secessione dell'Arizona in marzo ed un'amichevole invasione di truppe al comando del tenente colonnello John Robert Baylor (2°) (27 luglio 1822 – 6 febbraio 1894) in luglio, Baylor diventa Governatore Territoriale Confederato.
- 14 dicembre 1861 – Il brigadiere generale Henry Hopkins Sibley (25 maggio 1816 – 22 agosto 1886) assume il comando delle Forze sul Rio Grande Superiore e nei Territori del Nuovo Messico ed Arizona che vengono poi denominate Armata del Nuovo Messico.
- 4 maggio 1862 – In seguito ad una fallita campagna in Nuovo Messico ed Arizona, Sibley comincia una lenta ritirata delle truppe verso il Texas.
- 20 agosto 1862 – Confluisce nel Dipartimento dell'Oltre Mississippi.

### Armata del Kanawha
Brigadiere generale John Buchanan Floyd (12 agosto 1861 - Dicembre 1861)
- 12 agosto 1861 – Comprende le Forze della Virginia Orientale nell'area intorno a Lewisburg.
- 25 settembre 1861 – Dopo una gran lotta per il potere fra rivali politici ed ex Governatori della Virginia, brigadiere generale John Buchanan Floyd (1º giugno 1806 – 16 agosto 1863) e Henry Alexander Wise (S) (3 dicembre 1806 – 12 settembre 1876), Wise viene trasferito.

Dicembre 1861 – Mesi di carente esecuzione degli ordini e il palleggiamento delle responsabilità delle sconfitte con il Comandante Superiore dell'Area, generale Robert Edward Lee (19 gennaio 1807 – 12 ottobre 1870), portano allo scioglimento di questo Comando ed al trasferimento di Floyd all'Armata Centrale del Kentucky.

### Dipartimento della Florida Centrale e Orientale
Brigadiere generale John Breckinridge Grayson ± (21 agosto 1861 – 21 ottobre 1861) 
Colonnello William Scott Dilworth (S) (temporaneo, 21 ottobre 1861 – 17 novembre 1861)
Brigadiere generale James Heyward Trapier (17 novembre 1861 – 19 marzo 1862) 
Colonnello William Scott Dilworth (S) (temporaneo, 19 marzo 1862 – 18 aprile 1862)
Brigadiere generale Joseph Finegan (S) (18 aprile 1862 – 4 novembre 1862)

Noto anche come Dipartimento della Florida.
- 21 agosto 1861 – Comprende le parti centrale ed orientale della Florida.
- 5 novembre 1861 – 14 marzo 1862 – Sottosezione del Dipartimento della Carolina del Sud, Georgia e Florida.
- 14 marzo 1862 – 8 aprile 1862 – Sottosezione del Dipartimento della Carolina del Sud e Georgia.
- 14 marzo 1862 – Il confine occidentale di questo Dipartimento viene fissato al fiume Choctawhatchee.
- 8 aprile 1862 – 7 ottobre 1862 – Riprende lo stato di Dipartimento autonomo.
- 7 ottobre 1862 – 4 novembre 1862 – Sottosezione del Dipartimento della Carolina del Sud, Georgia e Florida.
- 4 novembre 1862 – Diviso in Distretto della Florida Orientale e Distretto della Florida Centrale.

### Dipartimento della Carolina del Sud
Brigadiere generale Roswell Sabine Ripley (21 agosto 1861 – 5 novembre 1861)
- 21 agosto 1861 – Comprende lo Stato della Carolina del Sud e le sue difese costiere.
- 5 novembre 1861 – Confluisce nel Dipartimento della Carolina del Sud, Georgia e Florida.

## Settembre 1861

### Distretto dell'Alabama (Dipartimento dell'Alabama e Florida Occidentale)
Brigadiere generale Jones Mitchell Withers (12 settembre 1861 – 27 gennaio 1862)
Sottosezione del Dipartimento dell'Alabama e Florida Occidentale.
- 12 settembre 1861 – Comprende lo Stato dell'Alabama e la parte del Mississippi ad est del fiume Pascagoula.
- 20 dicembre 1861 – Esteso a ovest a comprendere Pascagoula Bay e la parte del Mississippi ad est del fiume Pascagoula.
- 27 gennaio 1862 – Ridenominato Armata di Mobile.

### Divisione Centrale del Kentucky
Brigadiere generale Simon Bolivar Buckner (18 settembre 1861 – 28 ottobre 1861)
Sottosezione del Dipartimento N. 2.
- 18 settembre 1861 – Comprende l'area intorno a Bowling Green, Kentucky e le truppe in prossimità.
- 28 ottobre 1861 – Confluisce nell'Armata Centrale del Kentucky.

### Prima Divisione, Dipartimento N. 2
Maggior generale Leonidas Polk (21 settembre 1861 – 6 marzo 1862)
Sottosezione del Dipartimento N. 2.
- 21 settembre 1861 – Comprende l'area fra le seguenti linee: cominciando dal punto di incrocio fra la linea di Stato del Tennessee e la ferrovia Memphis - Louisville e correndo lungo la ferrovia Henderson - Nashville - Alabama Centrale (Esclusa la città di Nashville); poi verso ovest lungo il confine ed il confine settentrionale del Mississippi fino al fiume Mississippi; poi verso nord lungo la riva occidentale del fiume Mississippi. Il confine settentrionale di questa Divisione si estende nello Stato del Kentucky, ad ovest del fiume Cumberland, per quanto ritenuto opportuno dal Comandante di questa Divisione. Il Comandante era incaricato della difesa del fiume Mississippi dal confine meridionale della Divisione in direzione nord per quanto le sue truppe potevano occupare.
- 6 marzo 1862 – Le truppe di questo Comando vengono riorganizzate nell'Armata del Mississippi.

### Secondo Corpo d'Armata, Armata del Potomac
Maggior generale Gustavus Woodson Smith (C) (25 settembre 1861 – 22 ottobre 1862)
- 22 ottobre 1861 – Confluisce nel Dipartimento della Virginia Settentrionale.

## Ottobre 1861

### Distretto militare di Galveston
Colonnello John Creed Moore (2 ottobre 1861 – 7 dicembre 1861) 
Colonnello Ebenezar B. Nichols (S) (7 dicembre 1861 – 25 febbraio 1862)
Sottosezione del Dipartimento del Texas.
- 2 ottobre 1861 – Comprende l'Isola di Galveston, Virginia Point, l'adiacente costa della baia e la Penisola di Bolivar.
- 25 febbraio 1862 – Ridenominato Sub-Distretto Militare di Galveston.

### Dipartimento dell'Alabama e Florida Occidentale
Maggior generale Braxton Bragg (14 ottobre 1861 – 28 febbraio 1862)
Brigadiere generale Samuel Jones (28 febbraio 1862 – 25 marzo 1862) (Promosso maggior generale, 10 marzo 1862.) 
Colonnello William L. Powell (temporaneo, 25 marzo 1862 – 2 aprile 1862)
Maggior generale Samuel Jones (2 aprile 1862 – 28 aprile 1862)
Brigadiere generale John Horace Forney (28 aprile 1862 – 29 giugno 1862)
- 14 ottobre 1861 – Comprende Pensacola, Florida, la sua area costiera e lo Stato dell'Alabama.
- 12 dicembre 1861 – Esteva verso ovest a comprendere Pascagoula Bay e la parte del Mississippi ad est del fiume Pascagoula.
- 29 giugno 1862 – Confluisce nel Dipartimento N. 2.

### Dipartimento di Norfolk
Maggior generale Benjamin Huger (15 ottobre 1861 – 12 aprile 1862)
- 15 ottobre 1861 – Comprende le Forze in e intorno a Norfolk, Virginia.
- 21 dicembre 1861 – Esteso a comprendere la parte della Carolina del Nord ad est del fiume Chowan, insieme con le Contee di Tyrrell e Washington.
- 5 febbraio 1862 – Esteso a comprendere le Contee della Carolina del Nord di Bertie, Halifax, Hertford, Martin e Northampton.
- 22 gennaio 1862 – Esteso a comprendere l'Isola Roanoke.
- 23 febbraio 1862 – In seguito alla perdita dell'Isola Roanoke, il Distretto di Albemarle è ritenuto superfluo ed assorbito.
- 12 aprile 1862 – Confluisce nel Dipartimento della Virginia Settentrionale.

### Dipartimento di Henrico
Brigadiere generale John Henry Winder (21 ottobre 1861 – 5 maggio 1864)
- 21 ottobre 1861 – Comprende la Contea di Henrico, Virginia, inclusi diversi campi di addestramento, carceri, ospedali, Guardie Civiche, Presidenziali e penitenziarie in e nei pressi di Richmond.
- 26 marzo 1862 – Esteso a comprendere la città di Petersburg e le aree adiacenti e circostanti per dieci miglia.
- 5 maggio 1864 – Confluisce nel Dipartimento di Richmond.

### Dipartimento della Virginia Settentrionale
Generale Joseph Eggleston Johnston (22 ottobre 1861 – 31 maggio 1862)
Maggior generale Gustavus Woodson Smith (C) (temporaneo, 31 maggio 1862)
Generale Robert Edward Lee (1º giugno 1862 – 9 aprile 1865)
- 22 ottobre 1861 – Composto dai Distretti di Aquia, Potomac e Valle.
- 12 aprile 1862 – Esteso a comprendere il Dipartimento di Norfolk e il Dipartimento della Penisola.
- 1º giugno 1862 – Esteso a comprendere le Armate nella Virginia orientale e nella Carolina del Nord.
- 9 aprile 1865 – Si arrende per ordine del generale Robert Edward Lee (19 gennaio 1807 – 12 ottobre 1870) ad Appomattox Court House, Virginia.

### Distretto di Aquia
Maggior generale Theophilus Hunter Holmes (22 ottobre 1861 – 23 marzo 1862)
Maggior generale Gustavus Woodson Smith (C) (23 marzo 1862 – 18 aprile 1862)
Sottosezione del Dipartimento della Virginia Settentrionale.
- 22 ottobre 1861 – Comprende la parte della Virginia fra il fiume Powell's e la foce del Potomac, incluso il Neck settentrionale, e le Contee su ambedue le rive del Rappahannock dalla foce a Fredericksburg.
- 18 aprile 1862 – Truppe di questo Comando sono riorganizzate in quella che sarebbe poi diventata l'Armata della Virginia Settentrionale.

### Distretto del Potomac
Generale Pierre Gustave Toutant Beauregard (22 ottobre 1861 – 29 gennaio 1862)
Sottosezione del Dipartimento della Virginia Settentrionale.
- 22 ottobre 1861 – Comprende la parte della Virginia fra i monti Blue Ridge e la riva sinistra del fiume Powell's.
- 18 aprile 1862 – Truppe di questo Comando sono riorganizzate in quella che sarebbe poi diventata l'Armata della Virginia Settentrionale.

### Distretto della Valle
Maggior generale Thomas Jonathan "Stonewall" Jackson (22 ottobre 1861 – 29 dicembre 1862) (Promosso tenente generale, 10 ottobre 1862.)
Brigadiere generale William Edmondson "Grumble" Jones (temporaneo, 29 dicembre 1862 – 28 maggio 1863)
Maggior generale Isaac Ridgeway Trimble (28 maggio 1863 – 21 luglio 1863)
Brigadiere generale John Daniel Imboden (21 luglio 1863 – 15 dicembre 1863)
Maggior generale Jubal Anderson Early (S) (15 dicembre 1863 – 9 marzo 1864)
Brigadiere generale John Daniel Imboden (temporaneo, 9 marzo 1864 – 4 maggio 1864)
Maggior generale John Cabell Breckinridge (C) (temporaneo, 4 maggio 1864 – 13 giugno 1864)
Tenente generale Jubal Anderson Early (S) (13 giugno 1864 – 29 marzo 1865)
Maggior generale Lunsford Lindsay Lomax (29 marzo 1865 – 9 aprile 1865)
Sottosezione del Dipartimento della Virginia Settentrionale.
- 22 ottobre 1861 – Comprende la parte della Virginia fra Blue Ridge e i monti Alleghany.
- 9 aprile 1865 - Si arrende per ordine del generale Robert Edward Lee (19 gennaio 1807 – 12 ottobre 1870) ad Appomattox Court House, Virginia.

### Armata di Pensacola
Brigadiere generale Adley Hogan Gladden (temporaneo, 22 ottobre 1861 – 27 ottobre 1861)
Maggior generale Braxton Bragg (27 ottobre 1861 – 27 gennaio 27, 1862)
Brigadiere generale Samuel Jones (27 gennaio 1862 – 13 marzo 1862) (Promosso Magg. Gen, 10 marzo 1862.)
Sottosezione del Dipartimento dell'Alabama e Florida Occidentale.
- 22 ottobre 1861 – Comprende le forze in intorno a Pensacola, Florida.
- 13 marzo 1862 – L'uso della denominazione Armata di Pensacola viene interrotto. Le truppe vengono poste sotto il controllo del colonnello Thomas Marshall Jones fino all'evacuazione della città, 9 – 12 maggio 1862.

### Dipartimento della Georgia
Brigadiere generale Alexander Robert Lawton (C) (26 ottobre 1861 – 5 novembre 1861)
- 26 ottobre 1861 – Comprende lo Stato della Georgia e le sue difese costiere.
- 5 novembre 1861 – Confluisce nel Dipartimento della Carolina del Sud, Georgia e Florida e viene ridenominato Distretto Militare della Georgia.

### Armata Centrale del Kentucky
Generale Albert Sidney Johnston (28 ottobre 1861 – 4 dicembre 1861)
Maggior generale William Joseph Hardee (4 dicembre 1861 – 23 febbraio 1862)
Generale Albert Sidney Johnston (23 febbraio 1862 – 29 marzo 1862)
Sottosezione del Dipartimento N. 2.
- 4 dicembre 1861 – L'Area di Operazioni viene definita come comprendente la parte del Tennessee a nord del fiume Cumberland e tutta la parte del Kentucky ad ovest di una linea verso nord dal punto dove il fiume Cumberland entra in Tennessee ad est.
- 29 marzo 1862 – Confluisce nell'Armata del Mississippi sotto il diretto comando del generale Albert Sidney Johnston (2 febbraio 1803 – 7 aprile 1862).

## Novembre 1861

### Distretto militare della Georgia
Brigadiere generale Alexander Robert Lawton (C) (5 novembre 1861 – 6 giugno 1862)
Brigadiere generale Hugh Weedon Mercer (6 giugno 1862 – 24 dicembre 1863)
Maggior generale Jeremy Francis Gilmer (C) (temporaneo, 24 dicembre 1863 – 25 maggio 1864)
Maggior generale Lafayette McLaws (25 maggio 1864 – 21 dicembre 1864)
Maggior generale Daniel Harvey Hill (19 gennaio 1865 – 24 febbraio 1865)
Maggior generale Lafayette McLaws (10 aprile 1865 – 26 aprile 1865)
- 5 novembre 1861 – 14 marzo 1862 - Sottosezione del Dipartimento della Carolina del Sud, Georgia e Florida.
- 5 novembre 1861 – Comprende lo Stato della Georgia e le sue difese costiere.
- 14 marzo 1862 – 7 ottobre 1862 - Sottosezione del Dipartimento della Carolina del Sud e Georgia.
- 7 ottobre 1862 – 12 ottobre 1864 - Sottosezione del Dipartimento della Carolina del Sud, Georgia e Florida.
- 28 dicembre 1862 – Definito a comprendere lo Stato della Georgia, escluse le difese del fiume Apalachicola River e dei suoi principali affluenti.
- 24 dicembre 1863 – 25 maggio 1864 – Il maggior generale Jeremy Francis Gilmer (C) (23 febbraio 1818 – 1º dicembre 1883) assume il temporaneo controllo del Terzo Distretto Militare della Carolina del Sud e di questo Distretto. Il brigadiere generale Hugh Weedon Mercer (27 novembre 1808 – 9 giugno 1877) mantiene il controllo delle operazioni amministrative a Savannah fino al 26 aprile 1864.
- 25 maggio 1864 – Il maggior generale Lafayette McLaws (15 gennaio 1821 – 24 luglio 1897) sostituisce Gilmer come Comandante del Terzo Distretto Militare della Carolina del Sud e di questo Distretto.
- 12 ottobre 1864 – Il Terzo Distretto Militare della Carolina del Sud viene ridenominato Quinto Sub-Distretto della Carolina del Sud e rimane inserito in questo Distretto.
- 21 dicembre 1864 - Savannah viene evacuata e le truppe vengono arretrate fino a Hardeeville, Carolina del Sud.
- 6 gennaio 1865 – Questo Distretto viene rideterminato con i seguenti confini: cominciando da Agostoa e correndo lungo la ferrovia della Georgia fino a Warrenton; poi via Sparta e Milledgeville, seguendo la linea della ferrovia, fino al fiume Ocmulgee, ma senza includere Macon; lungo il fiume Ocmulgee verso la Contea Coffee, seguendo il confine occidentale di quella Contea fino al fiume Alapaha, e lungo quel fiume ed il fiume Suwannee fino al Golfo.
- 24 febbraio 1865 – Il maggior generale Daniel Harvey Hill (12 luglio 1821 – 24 settembre 1889) riceve l'ordine di muovere con il ghrosso delle sue forze per unirsi all'Armata del Tennessee in Carolina del Nord.
- 10 aprile 1865 – Il maggior generale Lafayette McLaws (15 gennaio 1821 – 24 luglio 1897) viene riassegnato al comando di questo Distretto. I confini vengono definiti a comprendere tutta la parte della Georgia non inclusa nel Dipartimento del Tennessee e Georgia.
- 26 aprile 1865 - Si arrende per ordine del generale Joseph Eggleston Johnston (3 febbraio 1807 – 21 marzo 1891) a Bennett Place, Durham Station, Carolina del Nord.

## Dicembre 1861

### Primo Distretto Militare della Carolina del Sud
Colonnello Robert F. Graham (temporaneo, 25 marzo 1862 – 28 maggio 1862)
Brigadiere generale Hugh Weedon Mercer (28 maggio 1862 – 6 giugno 1862)
Brigadiere generale William Duncan Smith ± (6 giugno 1862 – 4 ottobre 1862)
Brigadiere generale States Rights Gist (temporaneo, 4 ottobre 1862 – 16 ottobre 1862)
Brigadiere generale Roswell Sabine Ripley (12 ottobre 1862 – 12 ottobre 1864)
- 10 dicembre 1861 – 14 marzo 1862 - Sottosezione del Dipartimento della Carolina del Sud, Georgia e Florida.
- 10 dicembre 1861 – Comprende l'area dall'insenatura di Little River fino al fiume South Santee.
- 14 marzo 1862 – 7 ottobre 1862 - Sottosezione del Dipartimento della Carolina del Sud e Georgia.
- 25 marzo 1862 – Le posizioni di Georgetown vebgono evacuate su ordine. Il colonnello Arthur Middleton Manigault (26 ottobre 1824 –
- 17 agosto 1886) rinuncia al comando di questo Distretto a favore del colonnello Robert F. Graham (12 novembre 1833 - ???) che continua la ritirata verso Charleston.
- 28 maggio 1862 – Le truppe degli ex Primo e Secondo Distretto Militares della Carolina del Sud vengono comprese in questo Comando.
- 11 luglio 1862 – Ridefinito a comprendere dai confini della Carolina del Nord fino al fiume Stono.
- 7 ottobre 1862 – 12 ottobre 1864 - Sottosezione del Dipartimento della Carolina del Sud, Georgia e Florida.
- 28 dicembre 1862 – Comprende le opere a difesa del porto e gli approcci alla città di Charleston, limitata ad est dal fiume South Santee e ad ovest dal fiume Stono e dal Rantowles Creek.
- 28 febbraio 1863 – Il Quarto Distretto Militare della Carolina del Sud confluisce in questo Distretto e viene ridenominato Quinta Sottodivisione.
- 22 ottobre 1863 – Ridefinito per comprendere Fort Sumter, l'Isola di Sullivan e Long Island e le parrocchie di Christ Church e St. Thomas.
- 28 ottobre 1863 - Fort Sumter viene distaccato al Quinto Distretto Militare della Carolina del Sud.
- 23 maggio 1864 – Il Quinto Distretto Militare della Carolina del Sud confluisce in questo Distretto.
- 12 ottobre 1864 – Confluisce nel Distretto della Carolina del Sud e viene ridenominato Secondo Sub- Distretto della Carolina del Sud.	Colonnello Arthur Middleton Manigault (10 dicembre 1861 – 25 marzo 1862)

### Secondo Distretto Militare della Carolina del Sud
Brigadiere generale Roswell Sabine Ripley (10 dicembre 1861 – 26 maggio 1862)
Brigadiere generale Hugh Weedon Mercer (temporaneo, 26 maggio 1862 – 28 maggio 1862)
Brigadiere generale Nathan George "Shanks" Evans (28 maggio 1862 – 19 luglio 1862)
Brigadiere generale Johnson Hagood (19 luglio 1862 – 10 luglio 1863) 
Colonnello Hugh Kerr Aiken (temporaneo, 10 luglio 1863 – 15 ottobre 1863)
Brigadiere generale Beverly Holcombe Robertson (15 ottobre 1863 – 12 ottobre 1864)
- 10 dicembre 1861 – 14 marzo 1862 - Sottosezione del Dipartimento della Carolina del Sud, Georgia e Florida.
- 10 dicembre 1861 – Comprende l'area dal fiume South Santee al fiume Stono e il corso superiore del Rantowles Creek.
- 10 dicembre 1861 – 18 dicembre 1861 – Per motivi di comando il Terzo Distretto Militare della Carolina del Sud viene brevemente aggregato a questo Distretto.
- 14 marzo 1862 – 7 ottobre 1862 - Sottosezione del Dipartimento della Carolina del Sud e Georgia.
- 28 maggio 1862 – Le truppe degli ex Primo e Secondo Distretto Militare della Carolina del Sud confluiscono nel Primo Distretto Militare della Carolina del Sud.
- 7 ottobre 1862 – 12 ottobre 1864 - Sottosezione del Dipartimento della Carolina del Sud, Georgia e Florida.
- 28 dicembre 1862 – Comprende l'area dal limite occidentale del Primo Distretto Militare della Carolina del Sud fino al fiume Ashepoo.
- 2 dicembre 1863 – Esteso a comprendere l'area fra il limite occidentale del Sesto Distretto Militare della Carolina del Sud, i fiumi Combahee e Little Salkehatchie e il confine meridionale del Distretto di Barnwell fino al fiume Edisto.
- 3 maggio 1864 – 12 ottobre 1864 – Per motivi di comando il Sesto Distretto Militare della Carolina del Sud viene aggregato a questo Distretto.
- 12 ottobre 1864 – Consolidato con il Sesto Distretto Militare della Carolina del Sud, confluisce nel Distretto della Carolina del Sud e viene ridenominato Quarto Sub-Distretto della Carolina del Sud.

### Terzo Distretto Militare della Carolina del Sud
Brigadiere generale Nathan George "Shanks" Evans (18 dicembre 1861 – 28 maggio 1862) 
Colonnello William Stephen Walzer (28 maggio 1862 – 24 dicembre 1864) (Promosso brigadier generale, 30 ottobre 1862.)
Maggior generale Jeremy Francis Gilmer (C) (temporaneo, 24 dicembre 1863 – 25 maggio 1864)
Maggior generale Lafayette McLaws (25 maggio 1864 – 12 ottobre 1864)
- 10 dicembre 1861 – 14 marzo 1862 - Sottosezione del Dipartimento della Carolina del Sud, Georgia e Florida.
- 10 dicembre 1861 – Comprende l'area fra i fiumi Stono e Ashepoo.
- 10 dicembre 1861 – 18 dicembre 1861 – Brevemente aggregato per motivi di comando al Secondo Distretto Militare della Carolina del Sud.
- 14 marzo 1862 – 7 ottobre 1862 - Sottosezione del Dipartimento della Carolina del Sud e Georgia.
- 28 maggio 1862 – Le truppe degli ex Terzo e Sesto Distretto Militares della Carolina del Sud confluiscono nel Quarto Distretto Militare della Carolina del Sud.
- 28 maggio 1862 – Le truppe degli ex Quarto e Quinto Distretto Militare della Carolina del Sud confluiscono in questo Comando.
- 19 luglio 1862 – Il Quarto Distretto Militare della Carolina del Sud confluisce in questo Distretto, che si estende a comprendere l'area dal fiume Ashepoo al fiume Savannah.
- 7 ottobre 1862 – 12 ottobre 1864 - Sottosezione del Dipartimento della Carolina del Sud, Georgia e Florida.
- 28 dicembre 1862 – Ridefiniti i limiti ad est con il Secondo Distretto Militare della Carolina del Sud e ad ovest con il fiume Savannah.
- 24 dicembre 1863 – 25 maggio 1864 – Il maggior generale Jeremy Francis Gilmer (C) (23 febbraio 1818 – 1º dicembre 1883) assume temporaneamente il controllo del Distretto Militare della Georgia e di questo Distretto. Il brigadiere generale William Stephen Walker (13 aprile 1822 – 7 giugno 1899) mantiene il controllo delle operazioni amministrative a Pocotaligo fino al 19 aprile 1864. Per la rimanente parte di questo periodo il brigadiere generale Thomas Jordan (30 settembre 1819 – 27 novembre 1895) sostituisce Walker.
- 25 maggio 1864 – Il maggior generale Lafayette McLaws (15 gennaio 1821 – 24 luglio 1897) sostituisce Gilmer nel comando del Distretto Militare della Georgia e di questo Distretto.
- 12 ottobre 1864 – Ridenominato Quinto Sub-Distretto della Carolina del Sud, resta aggregato al Distretto Militare Of Georgia.

### Quarto Distretto Militare della Carolina del Sud
Brigadiere generale John Clifford Pemberton (10 dicembre 1861 – 3 marzo 1862) (Promosso maggior generale, 14 gennaio 1862.)
Brigadiere generale Maxcy Gregg (S) (19 marzo 1862 – 22 aprile 1862) 
Colonnello Peyton H. Colquitt (temporaneo, 22 aprile 1862 – 6 maggio 1862) 
Colonnello William Stephen Walker (temporaneo, 6 maggio 1862 – 28 maggio 1862)
Brigadiere generale Thomas Fenwick Drayton (28 maggio 1862 – 17 luglio 1862)
Brigadiere generale James Heyward Trapier (6 novembre 1862 – 28 febbraio 1863)
Brigadiere generale James Heyward Trapier (16 giugno 1863 – 12 ottobre 1864)
- 10 dicembre 1861 – 14 marzo 1862 - Sottosezione del Dipartimento della Carolina del Sud, Georgia e Florida.
- 10 dicembre 1861 – Comprende l'area dal fiume Ashepoo all'ingresso di Port Royal, poi lungo il fiume Colleton ed Ocetee Creek fino a Ferebeeville.
- 14 marzo 1862 – 7 ottobre 1862 - Sottosezione del Dipartimento della Carolina del Sud e Georgia.
- 19 marzo 1862 – Vengono riveduti i confini a comprendere la parte di costa della Carolina del Sud fra il fiume Ashepoo e la riva est del fiume Pocotaligo.
- 11 aprile 1862 – Esteso a ovest fino al fiume Coosawhatchie, inclusa la stazione di Coosawhatchie, da e al di sotto della stazione di Coosawhatchie, limitato dalla riva est del fiume Coosawhatchie.
- 22 aprile 1862 – 28 maggio 1862 – Durante questo periodo il Quarto e Quinto Distretto Militare della Carolina del Sud sono al comando del colonnello Peyton H. Colquitt (7 ottobre 1831 – 21 settembre 1863), e poi del colonnello William Stephen Walker (13 aprile 1822 – 7 giugno 1899).
- 28 maggio 1862 – Le truppe degli ex Quarto e Quinto Distretto Militare della Carolina del Sud confluiscono nel Terzo Distretto Militare della Carolina del Sud.
- 28 maggio 1862 – Le truppe degli ex Terzo e Sesto Distretto Militare della Carolina del Sud confluiscono in questo Comando.
- 19 luglio 1862 – Confluisce nel Terzo Distretto Militare della Carolina del Sud.
- 6 novembre 1862 – 28 febbraio 1863 - Sottosezione del Dipartimento della Carolina del Sud, Georgia e Florida.
- 6 novembre 1862 – Viene costituito un nuovo Quarto Distretto Militare della Carolina del Sud comprendente il territorio a est e a nord dei fiumi Santee e South Santee.
- 28 dicembre 1862 – Ridefiniti i confini a sudovest al fiume South Santee e a nordest alla linea di confine fra gli Stati della Carolina del Nord e del Sud.
- 28 febbraio 1863 – Confluisce nel Primo Distretto Militare della Carolina del Sud e viene ridenominato Quinta Sub-Divisione.
- 16 giugno 1863 – 12 ottobre 1864 - Sottosezione del Dipartimento della Carolina del Sud, Georgia e Florida.
- 16 giugno 1863 – Il Quarto Distretto Militare della Carolina del Sud viene ricostituito a comprendere tutte le truppe nei dintorni di St. James e St. Stephen, intorno a Georgetown e fino al fronte della Carolina del Nord.
- 12 ottobre 1864 – Confluisce nel Distretto della Carolina del Sud e viene ridenominato Primo Sub- Distretto della Carolina del Sud.

### Quinto Distretto Militare della Carolina del Sud
Brigadiere generale Thomas Fenwick Drayton (10 dicembre 1861 – 19 marzo 1862)

Brigadiere generale Daniel Smith Donelson (19 marzo 1862 – 10 aprile 1862) 
Colonnello Peyton H. Colquitt (temporaneo, 10 aprile 1862 – 6 maggio 1862) 
Colonnello William Stephen Walker (temporaneo, 6 maggio 1862 – 28 maggio 1862) 
Colonnello Alfred Rhett (22 ottobre 1863 – 23 maggio 1864)
- 10 dicembre 1861 – 14 marzo 1862 - Sottosezione del Dipartimento della Carolina del Sud, Georgia e Florida.
- 10 dicembre 1861 – Comprende l'area fra i confini del Quarto Distretto Militare della Carolina del Sud e il fiume Savannah.
- 14 marzo 1862 – 7 ottobre 1862 - Sottosezione del Dipartimento della Carolina del Sud e Georgia.
- 19 marzo 1862 – Il Distretto nei confini definiti il 10 dicembre 1861 diventa Sesto Distretto Militare della Carolina del Sud.
- 19 marzo 1862 – Viene costituito un nuovo Quinto Distretto Militare della Carolina del Sud a comprendere la parte della costa della Carolina del Sud fra la riva occidentale del fiume Pocotaligo e Ocella Creek fino a Ferebeeville.
- 22 aprile 1862 – 28 maggio 1862 – Durante questo periodo il Quarto e Quinto Distretto Militare della Carolina del Sud sono al comando del colonnello Peyton H. Colquitt (7 ottobre 1831 – 21 settembre 1863) e poi del colonnello William Stephen Walker (13 aprile 1822 – 7 giugno 1899).
- 28 maggio 1862 – Discontinuità del Distretto. L trupp degli ex Quarto e Quinto Distretto Militare della Carolina del Sud confluiscono nel Terzo Distretto Militare della Carolina del Sud.
- 22 ottobre 1863 – 23 maggio 1864 - Sottosezione del Dipartimento della Carolina del Sud, Georgia e Florida.
- 22 ottobre 1863 - Viene costituito un nuovo Quinto Distretto Militare della Carolina del Sud a comprendere la città di Charleston, includendo le linee sul Charleston Neck, Fort Ripley e Castle Pinkney.
- 28 ottobre 1863 – Esteso a includere Fort Sumter.
- 23 maggio 1864 – Confluisce nel Primo Distretto Militare della Carolina del Sud.

### Armata del Nuovo Messico
Brigadiere generale Henry Hopkins Sibley (14 dicembre 1861 – 4 maggio 1862)
- 14 dicembre 1862 – Comprende le Forze sul Rio Grande in ed intorno a Fort Quitman e quelle nei Territori del Nuovo Messico ed Arizona.
- 4 maggio 1862 – In seguito ad una sfavorevole campagna in Nuovo Messico ed Arizona il brigadiere generale Henry Hopkins Sibley (25 maggio 1816 – 22 agosto 1886) invia una lenta ritirata verso il Texas.

### Distretto di Albemarle
Brigadiere generale Henry Alexander Wise (S) (21 dicembre 1861 – 23 febbraio 1862)
Noto anche come Quarta Brigata, Dipartimento di Norfolk. Sottosezione del Dipartimento di Norfolk.
- 21 dicembre 1861 – Comprende la parte della Carolina del Nord ad est del fiume Chowan e le Contee di Tyrrell e Washington.
- 22 gennaio 1862 – Esteso a comprendere l'isola di Roanoke.
- 23 febbraio 1862 – In seguito alla perdita dell'isola di Roanoke questo Comando viene considerato soprannumerario ed assorbito dal Dipartimento di Norfolk.